# Fogo (Scottish Borders)
Pour les articles homonymes, voir Fogo.
Fogo est un village situé dans les Scottish Borders en Écosse.